# Cileungsing
Cileungsing is een bestuurslaag in het regentschap Sukabumi van de provincie West-Java, Indonesië. Cileungsing telt 4533 inwoners (volkstelling 2010).